# Барица (река)
Барица је река у Хрватској, у близини Винковаца. Ова мала река, дугачка 10-ак km, повезује реке Босут и Вуку. Због тога Барица чини западну границу између историјских области Славоније и Срема.